# Rufisque
Rufisque è una città  del Senegal occidentale situata nella regione di Dakar, è capoluogo del dipartimento omonimo. Situata sulla penisola di Capo Verde, ha una popolazione di 179.797 (censimento del 2002). 
In passato una città importante per l'attività portuale e commerciale ma in tempi più recenti è considerata un sobborgo di Dakar dalla quale dista circa 25 km.

## Storia
Originariamente era un villaggio di pescatori Lebou chiamato Tenguedj (wolof: Tëngéej) che assunse importanza nel XVI secolo divenendo il porto principale del regno di Cayor, frequentato da portoghesi (che la denominarono Rio Fresco o fiume d'acqua dolce), olandesi, francesi ed inglesi.
Nel 1840 alcuni mercanti di Saint Louis costruirono dei magazzini sul lungomare per la raccolta delle arachidi. Seguì un periodo di espansione commerciale legato alla produzione di arachidi in Cayor. Nel 1859 i francesi vi costruirono una fortezza e Rufisque fu annesso alla colonia del Senegal. Nel 1862 fu realizzato lungo il litorale il quartiere commerciale e amministrativo Escale, da cui furono però espulsi gli abitanti africani. Rufisque diventò un comune autonomo nel 1880 e nel 1885 il suo porto fu collegato alla ferrovia Dakar-Saint Louis.
All'inizio del XX secolo, la crescita della vicina Dakar, con le sue strutture portuali di qualità superiore, segnò il declino di Rufisque.

## Sport
La città è sede del Teungueth Football Club Rufisque, squadra di calcio.